# Дембниця (Поморське воєводство)
Дембниця (пол. Dębnica) — село в Польщі, у гміні Члухув Члуховського повіту Поморського воєводства.
Населення — 357 осіб (2011).
У 1975-1998 роках село належало до Слупського воєводства.

## Демографія
Демографічна структура станом на 31 березня 2011 року:
|          | Загалом | Допрацездатний вік | Працездатний вік | Постпрацездатний вік |
| -------- | ------- | ------------------ | ---------------- | -------------------- |
| Чоловіки | 181     | 35                 | 128              | 18                   |
| Жінки    | 176     | 33                 | 110              | 33                   |
| Разом    | 357     | 68                 | 238              | 51                   |